# Landwehr-Reitschule
Die Landwehr-Reitschule war ein Bestandteil der Landwehr-Kadettenschule, die zur k.k. Franz-Joseph-Militärakademie gehörte. Sie befand sich im 3. Wiener Gemeindebezirk in der Barmherzigengasse 17.
1895 wurde das Reitschulgebäude errichtet, das ab 1918 vom Bundesheer genutzt wurde. Dort lernten Kadetten das Reiten sowie spezielle Reitmanöver. Ab der Mitte der 1920er Jahre wurde das Reitschulgebäude von der Polizei für die Berittene Polizei verwendet. Ab 1938 wurde die Reitschule von der SS benutzt. Nach dem Zweiten Weltkrieg wurde das Gebäude von Hauptmann a. D. Dagobert Secculic als Wiener Reitinstitut genutzt. Danach wurde die Reitschule privat genutzt. Seit Ende der 90er-Jahre steht auf dem Areal ein Wohngebäude.